# 性張力
性張力，是上海交通大学教授江晓原在21世纪初引入的概念，借用了物理学中张力的概念。性张力的两極是人性和礼教，或者开放（淫乱）和禁欲，在宋代和明代之后，随着礼教的逐渐强大，性张力变得越来越大。这个概念可能被应用于所有社会中性方面的制约和平衡。
而在浪漫小说撰写中的（有译性緊張），是一种社会现象，指当有性欲的两个人（或其中一人有性慾）互相接觸时，雙方因為各種原因始終無法发生性關係。一种常见的情况是，两个人是同事或很多人都同時認識這兩人，但這兩人为了避免尴尬或其他原因，各自抑制住自己的性欲，沒有和對方发生性关系。 
如果两个人曾有过性行為，且之後雙方依然有性交的衝動，此時這兩人也有可能想辦法不要再度性交，因為這兩人擔心兩人之間的性行為會影响到他们各自的生活（例如兩人又有其他的伴侣）。另外當兩人身處異地時（异地恋），即使想和對方性交，也因為受地理因素的影響而無法實現。
還有一種情況，就是两个人的关系很亲密，甚至達到互相調情的地步，但双方却坚决否认自己愛上了對方。与此同时，兩人的其他朋友或同事也会发现这两个人之间的關係非常曖昧。当這兩人都克制自己，沒有進一步和對方發生性關係的話，這兩人之間的关系其實就会变得复杂和尴尬。 